# Acido tartronico
L'acido tartronico o acido 2-idrossimalonico è un acido dicarbossilico la cui molecola è molto simile a quella dell'acido ascorbico (vitamina C), con una sola differenza: la mancanza di una catena laterale di atomi.
L'acido ha formula di struttura HOOCCH(OH)COOH.
A causa di questa configurazione, il potenziale antiossidante dell'acido tetronico è maggiore di quello acido ascorbico.
Viene utilizzato per la realizzazione di prodotti fitosanitari come insetticidi e acaricidi in quanto i suoi derivati sono in grado di inibire la sintesi dei lipidi nel metabolismo degli insetti  .